# Nestore (nome)
Nestore  è un nome proprio di persona italiano maschile.

## Varianti
- Maschili: Nestorio[4]
- Femminili: Nestoria[4]
  - Alterati: Nestorina[3]

### Varianti in altre lingue
- Basco: Nextor[5]
- Catalano: Néstor[5]
- Finlandese: Nestori[2]
- Greco antico: Νεστωρ (Nestor)[1][2][3][6], Νεστόριος (Nestorios)[6]
- Greco moderno: Νέστορας (Nestoras)
- Inglese: Nestor[7]
- Latino: Nestor[3]
- Russo: Нестор (Nestor)[2]
- Spagnolo: Néstor[2][5]

## Origine e diffusione

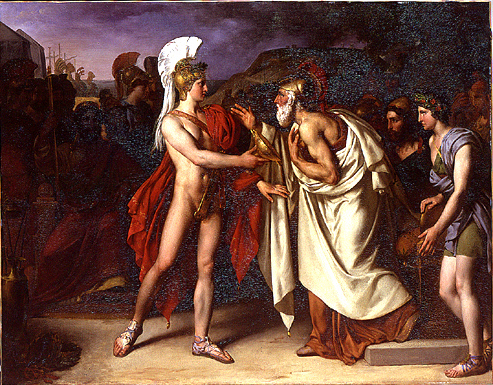
Achille e Nestore in un dipinto di Amable-Paul Coutan

Deriva dal nome greco Νεστωρ (Nestor), tratto dal verbo νέομαι (neomai, "tornare") o dal sostantivo νόστος (nostos, "ritorno a casa"), col senso di "che ritorna". Tagliavini ipotizzava che Νεστωρ potesse essere una forma abbreviata di *Εὑνέστορ (Eunéstor), in cui al nome viene aggiunto il prefisso εὖ (eǘ, "bene"), col significato complessivo di "che ritorna felicemente".
Si tratta di un nome di tradizione classica, portato nella mitologia greca da Nestore, re di Pilo, citato anche nell'Iliade; a tale personaggio si deve in gran parte la diffusione del nome (poi sostenuta anche dal culto di vari santi). Poiché il Nestore mitologico è descritto da Omero come un vegliardo, ancorché vigoroso, in italiano il nome è passato in maniera deonomastica ad indicare una qualunque persona anziana (un uso che era attestato ancora a metà del Novecento).
Secondo dati pubblicati negli anni 1970, in Italia il nome è accentrato maggiormente in Lazio e in Emilia-Romagna.

## Onomastico
L'onomastico si può festeggiare in memoria di più santi, nei giorni seguenti:
- 25 febbraio (o 26 febbraio[1]), san Nestore, vescovo di Magydos in Panfilia, martire sotto Decio[8][9]
- 26 febbraio, san Nestore, martire ad Alessandria d'Egitto[8]
- 4 marzo, san Nestore, vescovo missionario, evangelizzatore a Cipro e martire nel Chersoneso[1][5][8]
- 8 settembre (o 21 settembre), san Nestulo o Nestore, martire a Gaza[1][8]
- 8 ottobre, san Nestore, martire a Tessalonica sotto Diocleziano[1][8]
- 18 ottobre, san Nestore di Pečers'k, monaco al monastero delle grotte di Kiev, venerato dalle Chiese ortodosse[9]
- 11 e 30 novembre, san Nestore, anacoreta presso Dečani assieme ai santi Efrem ed Eutimio, venerato dalle Chiese ortodosse[9]

## Persone
- Nestore di Laranda, poeta greco antico
- Nestore di Magydos, vescovo anatolico
- Nestore di Pečers'k, monaco, scrittore e storico ucraino
- Nestore Caggiano, compositore e oboista italiano
- Nestore Cinelli, ingegnere e urbanista italiano
- Nestore Corradi, scultore, miniaturista e scenografo italiano
- Nestore Pelicelli, religioso, scrittore e fotografo italiano

### Variante Nestor

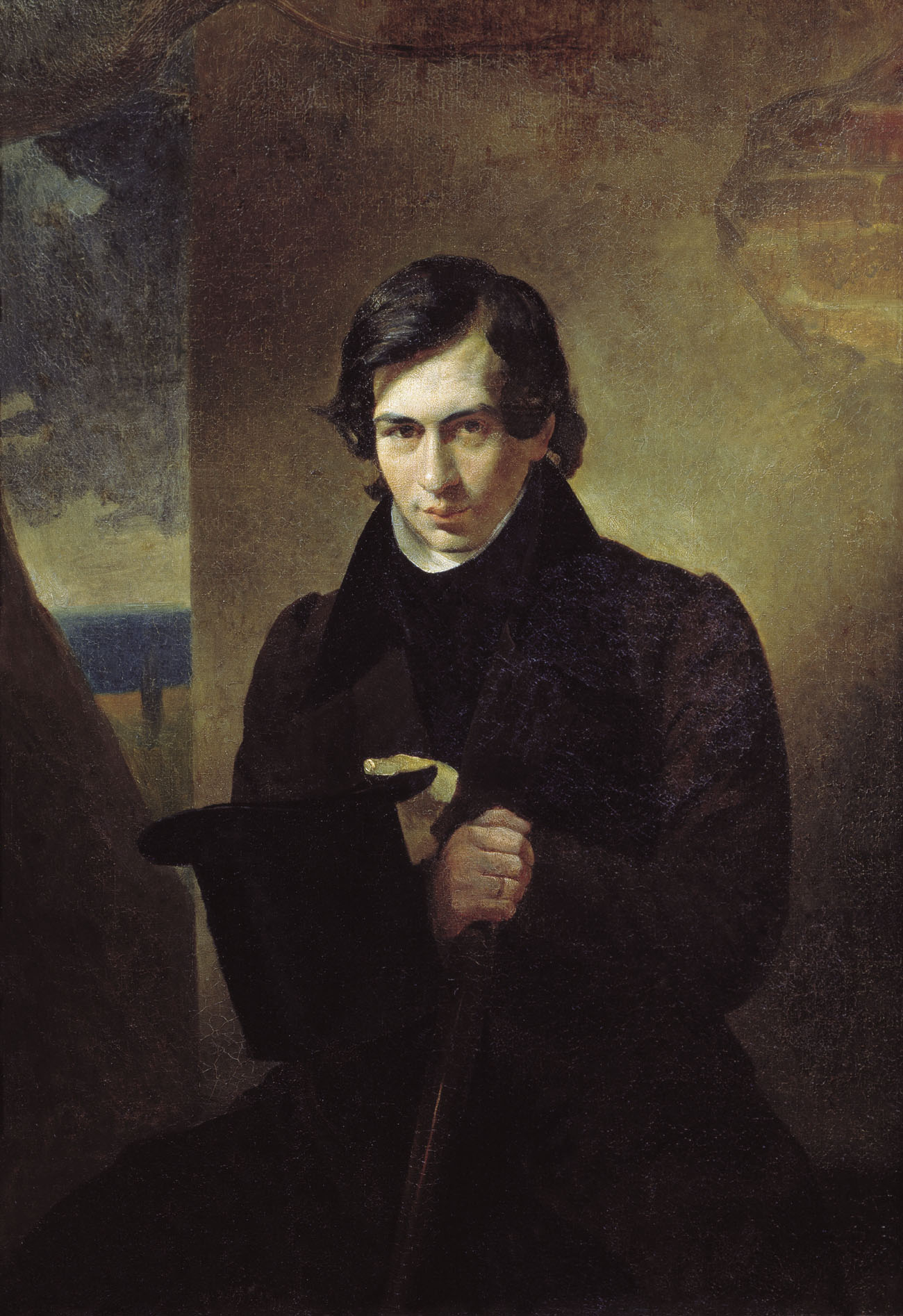
Nestor Vasil'evič Kukol'nik

- Nestor Carbonell, attore statunitense
- Nestor Combin, calciatore argentino naturalizzato francese
- Nestor Kotljarevskij, storico della letteratura e letterato russo
- Nestor Kukol'nik, scrittore e drammaturgo russo
- Nestor Machno, anarchico e rivoluzionario ucraino
- Nestor Paiva, attore statunitense
- Nestor Serrano, attore statunitense

### Variante Néstor

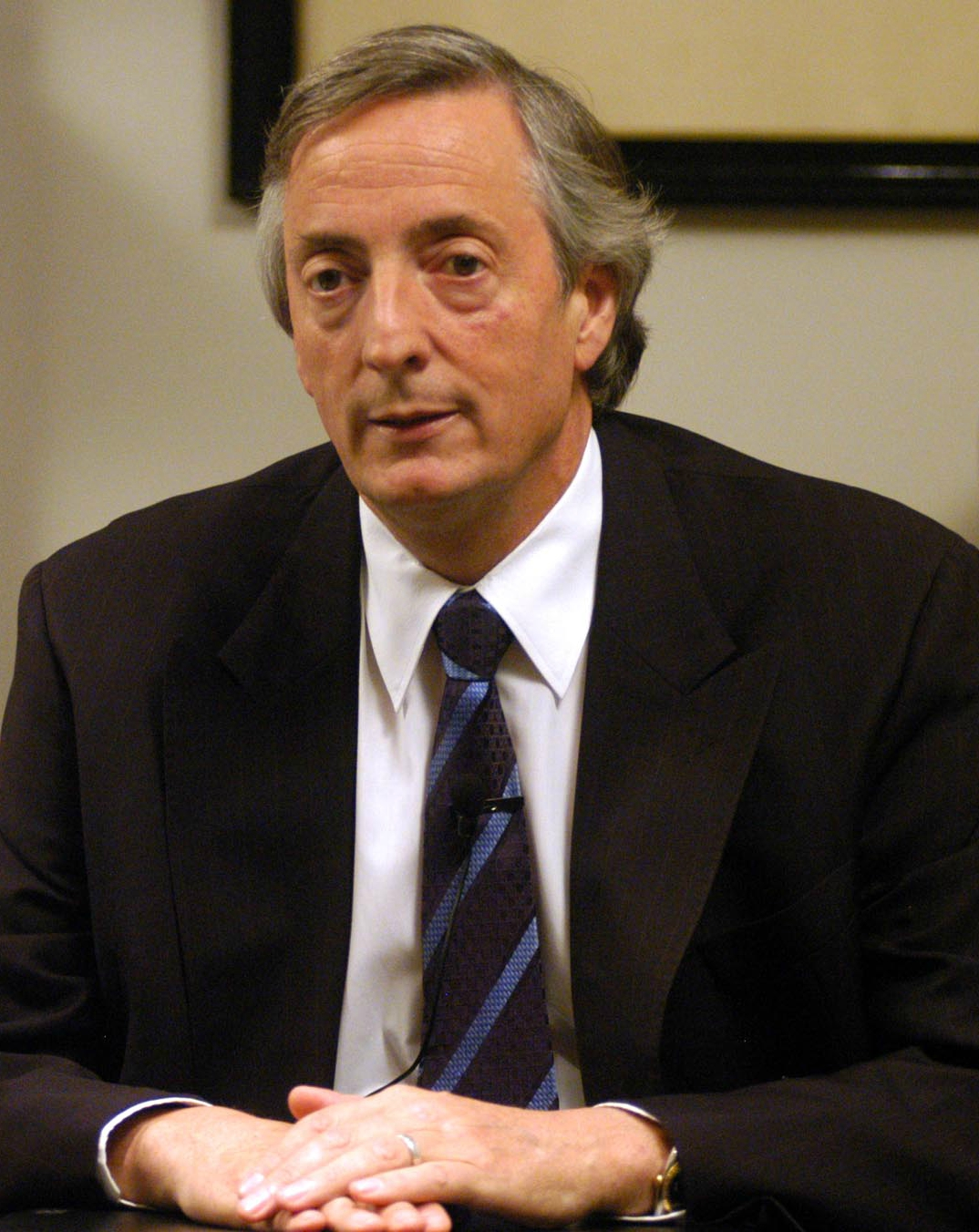
Néstor Kirchner

- Néstor Almendros, direttore della fotografia e regista spagnolo
- Néstor Cerpa Cartolini, rivoluzionario peruviano
- Néstor Craviotto, calciatore e allenatore di calcio argentino
- Néstor Garay, attore argentino
- Néstor Girolami, pilota automobilistico argentino
- Néstor Gorosito, calciatore e allenatore di calcio argentino
- Néstor Kirchner, politico argentino
- Néstor Mesta Chaires, tenore messicano
- Néstor Ortigoza, calciatore argentino naturalizzato paraguaiano
- Néstor Pitana, arbitro di calcio e attore argentino
- Néstor Rossi, calciatore e allenatore di calcio argentino
- Néstor Sensini, calciatore, allenatore di calcio e dirigente sportivo argentino

### Altre varianti
- Nestorio, arcivescovo e teologo siro
- Nestoras Kommatos, cestista greco
- Nestoras Mytidīs, calciatore cipriota
- Nestori Toivonen, tiratore a segno finlandese

## Il nome nelle arti
- Nestor è un personaggio della serie animata Squitto lo scoiattolo.
- Nestore è un personaggio della serie a fumetti Le avventure di Tintin.
- Nestor Burma è un personaggio di vari romanzi polizieschi scritti da Léo Malet.